# 西华大道站
西華大道站位于中华人民共和国四川省成都市金牛区西华大道，是成都地铁6号线的地铁车站。于2020年12月18日启用。

## 車站概要
西華大道站位於金牛區西華大道東段地帶，瀕臨成都北三環路一段，沿沙西线布置，车站主体位于欢乐谷地块内，周边为欢乐谷游乐场和华侨城小区。原名歡樂谷站，因臨近成都歡樂谷而得名。2016年10月21日更名爲西華大道站。于2020年12月18日正式投入使用。

## 車站構造
西華大道站为地下二层单柱双跨2面2线13米宽岛式站台车站。车站施工方法为明挖顺做法。6号线列车编组由6A调整为8A后，本站沿线路向望丛祠站方向移动66m，车站规模变大。

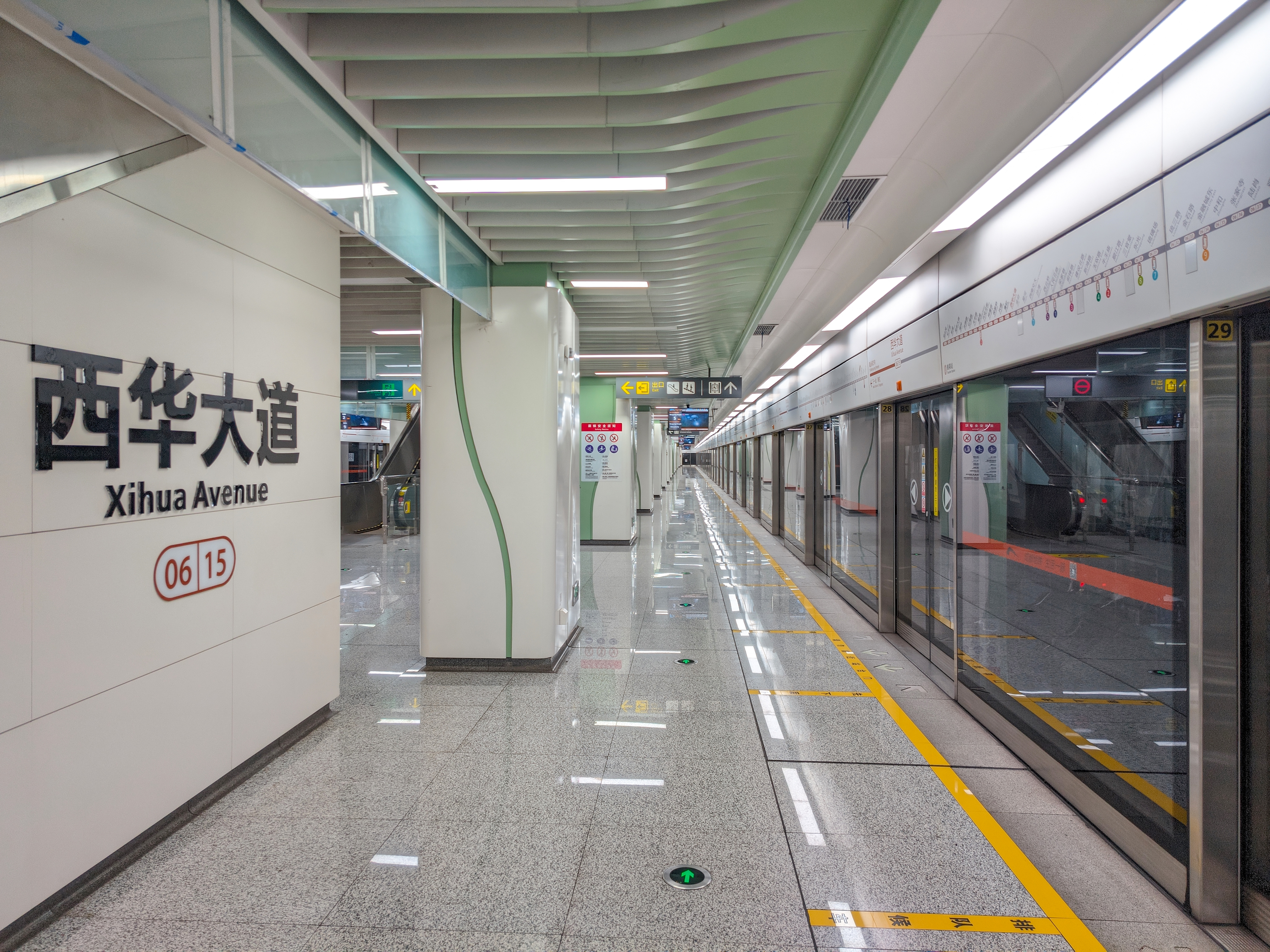
站台层
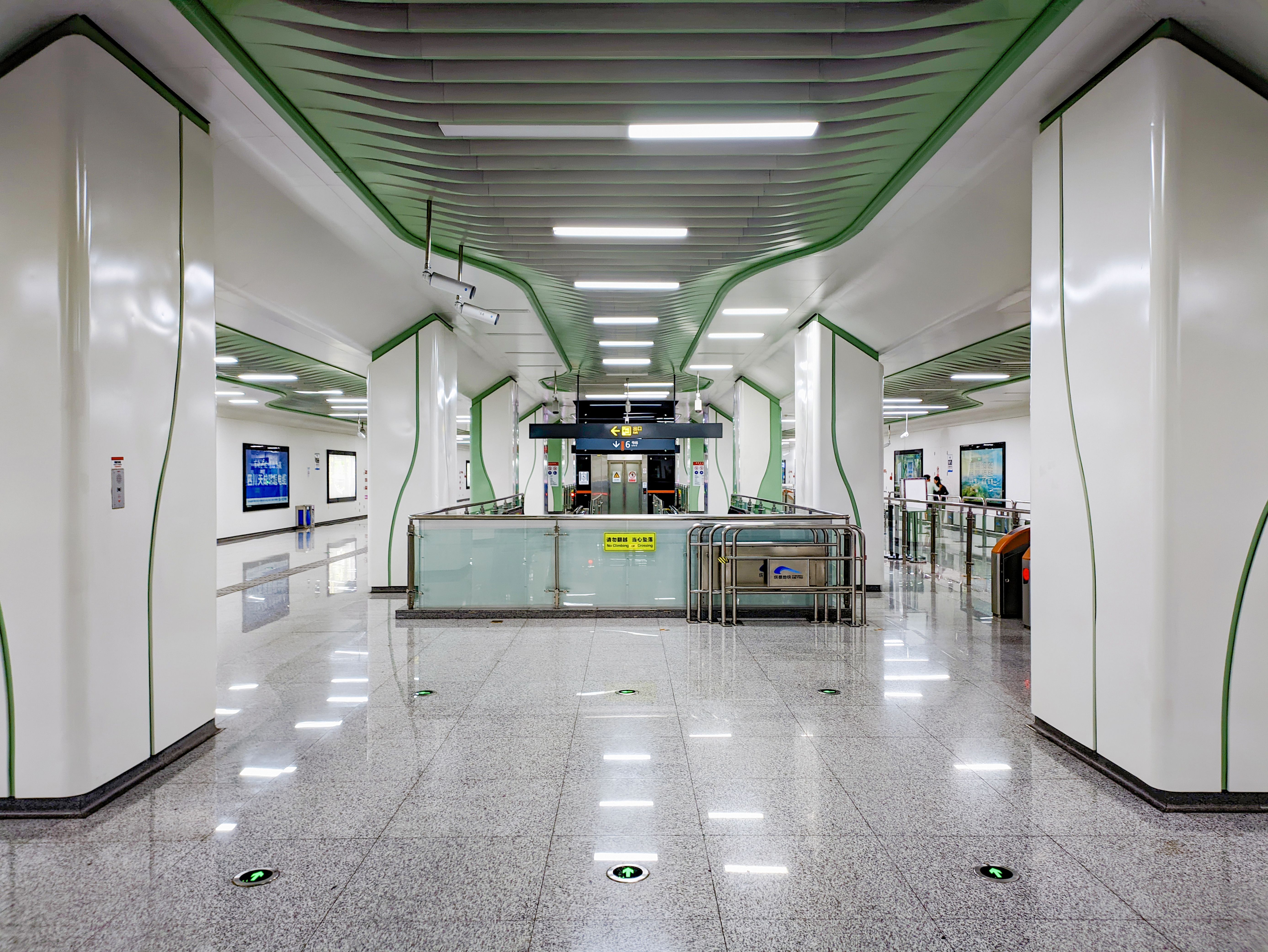
站厅层

| 地面              | 0    | 出口                                                                                              |
| 地下一层          | 站厅 | 自助购票 客服中心                                                                                 |
| 地下二层          | 站台 | \| \| \| 6号线往望丛祠（青杠） \| \| 島式 · 開左邊车门 \| \| \| \| \| \| 6号线往兰家沟（金府） \| |
|                   |      | 6号线往望丛祠（青杠）                                                                             |
| 島式 · 開左邊车门 |      |                                                                                                   |
|                   |      | 6号线往兰家沟（金府）                                                                             |

- 站台层
- 站厅层

## 出入口
本站目前开放4个出入口。
|          |                         |                          |      |
| 编号     | 设施                    | 指示                     | 照片 |
|          |                         | 西華大道、成都欢乐谷     |      |
| 出口 · B |                         | 西華大道                 |      |
| 出口 · C |                         | 华丰路、三环路交大立交   |      |
| 出口 · D | 无障碍电梯 无障碍卫生间 | 西華大道、三环路交大立交 |      |

## 接駁交通

### 巴士
| 出口     | 巴士站点       | 路线                                                             | 驶向                 |
| -------- | -------------- | ---------------------------------------------------------------- | -------------------- |
| 出口 · A | 地鐵西華大道站 | 48路、119路、209路、656路、712路、715A路、715路、G88路、夜间10路 | 向西（西北）方向行駛 |
| 出口 · B | 地鐵西華大道站 | 48路、1061路                                                     | 向東（東南）方向行駛 |